# Debbie Allen
Deborrah Kaye Allen (Houston, Texas, 16 de enero de 1950), conocida artísticamente como Debbie Allen, es una actriz, coreógrafa, directora y productora de televisión estadounidense.

## Biografía
Hija de padre indio cherokee y madre afroamericana, es hermana de la actriz Phylicia Rashād. Siendo aún una niña se trasladó con su familia a México para escapar de los prejuicios raciales todavía latentes en su comunidad de origen. 
Se graduó en Literatura Clásica Griega, declamación y teatro por la Universidad de Howard, de la cual llegaría a ser doctor honoris causa
Tras intervenir brevemente en la miniserie Raíces, su carrera artística comenzó a despuntar con el musical West Side Story, que se repuso en Broadway en 1980, interpretando el papel de Anita (al que dio vida Rita Moreno en la película), y que le valió una nominación al Premio Tony. Intervino también en la película Ragtime (1981), de Miloš Forman.
Sin embargo, su popularidad a nivel mundial se desbordó gracias al papel de la profesora de danza Lydia Grant, primero en la película Fama (1980), de Alan Parker, y sobre todo cuando retomó el personaje en la subsiguiente serie de televisión, igualmente titulada Fama, que se emitió entre 1982 y 1987 y en la que Allen se mantuvo durante sus seis temporadas. Las palabras con las que comenzaba cada episodio eran pronunciadas por la actriz y se hicieron mundialmente famosas: «Queréis la fama, pero la fama cuesta y aquí es donde vais a empezar a pagar. Con sudor». Allen fue además la coreógrafa principal tanto en la película como en la serie, obteniendo dos Premios Emmy y un Globo de Oro. En 2003 produjo un reality show conservando título y formato.
Tras la cancelación de Fama, dirigió y produjo la serie Un mundo diferente (1987-1992), un spin off de La hora de Bill Cosby, que se emitió entre 1987 y 1992 y que estuvo interpretado, entre muchos otros, por Lisa Bonet, en el papel de Denise Huxtable, la hija en la ficción de Phylicia Rashād, hermana en la vida real de Allen.
Con posterioridad, ha producido la película de Steven Spielberg Amistad (1997) y ha dirigido episodios de distintas series de televisión como All of us (2003-2007) o Everybody Hates Chris (2006-2008).
En 2008 ha dirigido la producción de Broadway La gata sobre el tejado de zinc, una adaptación de la obra de Tennessee Williams interpretada exclusivamente por actores afroamericanos, entre los cuales figuran James Earl Jones y la propia hermana de Allen.
Desde 2011 interpreta a la Dra. Catherine Avery en Grey's Anatomy en 27 episodios hasta hoy: es la madre de Jackson Avery y la nuera del Dr. Harper Avery. Uróloga con un alto cargo en la Fundación Harper Avery. También le gusta entrometerse en la vida de Jackson, tanto personal como profesionalmente. Es una mujer fuerte e intimidante.

## Filmografía
Como actriz

### Películas
- The Greatest Thing That Almost Happened (1977) – Julie Sutton
- The Fish That Saved Pittsburgh (1979) – Ola
- Fame (1980) – Lydia Grant
- Ragtime (1981) – Sarah
- Alice at the Palace (1982) – Red Queen
- Jo Jo Dancer, Your Life is Calling (1986) – Michelle
- Blank Check (1994) – Yvonne
- Fame (2009) – Principal Angela Simms
- Next Day Air (2009) – Ms. Jackson
- Alice at the Palace – Reina de Corazones
- Stompin’ At The Savoy
- Old Settler
- The Twist
- Tournament of Dreams
- The Painting aka Soldiers of Change - Bertha Lee Gilmore

### Televisión
- 3 Girls 3: Variety show
- All of Us: "Parents Just Don't Understand"
- Un mundo diferente – Dr. Langhorne
- The Cosby Show – Emma "Captain Bone-crusher" Newhouse
- Roots: The Next Generations – Nan
- Fame – Lydia Grant
- In The House – Jackie Warren
- Good Times – Diana (J.J.'s Junkie Fiancée)
- C Bear and Jamal (voz)
- Spike Lee & Company: Do It a Cappella
- Quantum Leap – Joanna Chapman
- So You Think You Can Dance, 3º, 4º y 5º temporadas – Jurada invitada
- Grey's Anatomy (2011–presente) – Dr. Catherine Avery/Fox
- The Love Boat (1978)
- Dance Moms (2016-2017)
- Jane the Virgin (2016) – Beverly Flores
- Raven's Home (2018) - Aunt Maureen
- S.W.A.T. (2018) - Madre de Hondo

### Como directora
- 1984–1987: Fame
- 1988–1993: Un mundo diferente
- 1989: Polly
- 1990: El Príncipe de Bel Air
- 2003–2007: All of Us
- 2005–2008: Girlfriends
- 2006–2009: Everybody Hates Chris
- 2010–2011: Hellcats
- 2010–2024: Grey's Anatomy (93 episodios)
- 2014: How to Get Away with murder
- 2014–2015: Scandal
- 2014–2015: Jane the Virgin
- 2015: Empire
- 2015: Survivor's Remorse
- 2016: Insecure

## Discografía
Álbumes
- 1986: Sweet Charity
- 1989: Special Look